# Trappi dell'Emeishan

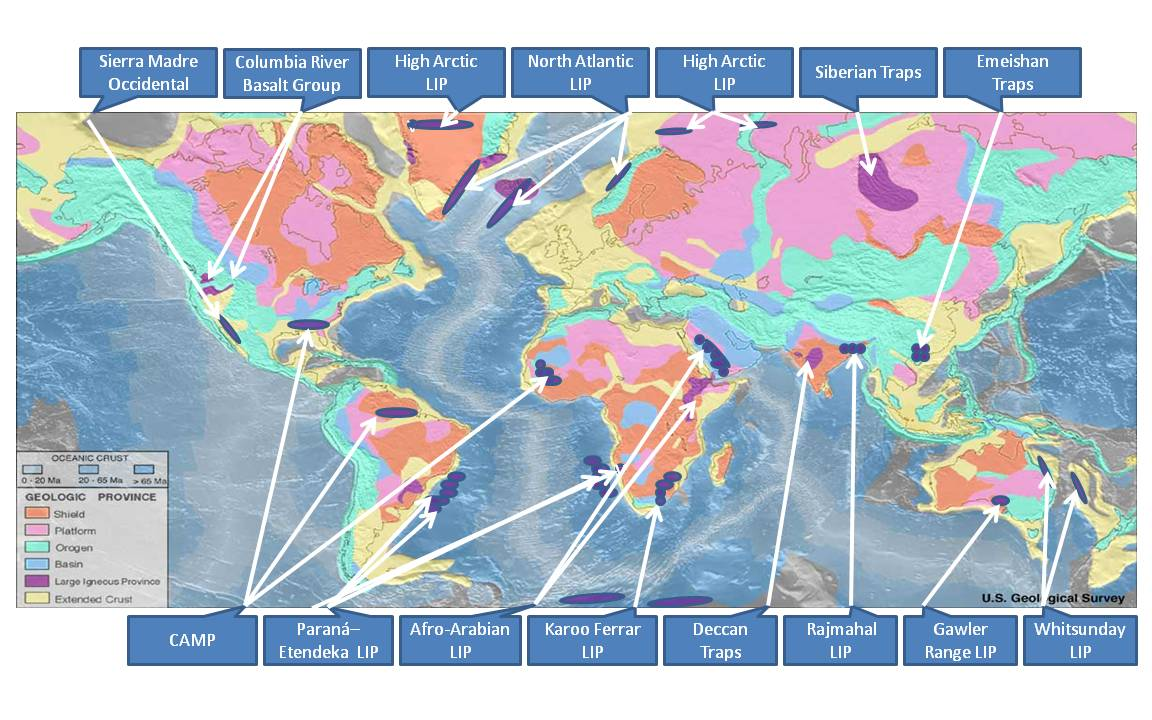
Mappa di alcune Grandi province ignee.

I Trappi dell'Emeishan o Trappi del Monte Emei, costituiscono una grande provincia ignea situata nella provincia del Sichuan, nella parte sudoccidentale della Cina. Nella letteratura di settore vengono anche indicati come grande provincia ignea del Permiano dell'Emeishan o altopiano basaltico dell'Emeishan.
Come altre province vulcaniche o trappi, i trappi dell'Emeishan sono il risultato della deposizione di strati multipli di rocce ignee fuoriusciti come grandi colate laviche durante periodi di esteso vulcanismo, e che ebbero anche un importante impatto globale sia a livello ecologico che paleontologico.

## Etimologia
La denominazione fa riferimento al Monte Emei o Emeishan, una montagna della provincia cinese del Sichuan.
Il termine trappo viene utilizzato in geologia dal 1785-95 per indicare formazioni rocciose basaltiche stratificate. La parola deriva dallo svedese trappa, che significa scalinata, e viene utilizzata per indicare la forma a gradoni del paesaggio collinare di queste regioni costituito da stratificazioni di colate di basalto solidificato. Nel corso del tempo, l'erosione degli strati sovrapposti di colate di lava successive, dà luogo alla formazione di un paesaggio a gradoni.

## Formazione dei trappi
Le eruzioni che hanno prodotti i Trappi dell'Emeishan iniziarono 265 milioni di anni fa o anche prima. Il periodo eruttivo più intenso è compreso tra 262 e 261 milioni di anni fa e terminò circa 259 milioni di anni fa.
In relazione al volume di lava fuoriuscita, i Trappi dell'Emeishan appaiono minuscoli in confronto ai Trappi siberiani datati a 252 milioni di anni fa, che in termini geologici rappresentano un evento di poco successivo. Il basalto emeishano copre un'area di oltre 2,5×105 km2 con spessori che vanno da alcune centinaia di metri, fino a 5,5 km; lo spessore medio dell'intera regione è stimato attorno a 700 m. Si ritiene che la superficie inizialmente ricoperta si estendesse su 5×105 km2. Di conseguenza il volume complessivo del basalto emesso viene stimato in 3×105 km3. Le evidenze suggeriscono che il vulcanismo iniziale del settore centrale dei Trappi dell'Emeishan sia avvenuto in un ambiente sottomarino profondo senza alcun significativo sollevamento nella fase pre-vulcanica.
I Trappi dell'Emeishan sono associati all'estinzione di massa della fine del Guadalupiano o evento di estinzione della fine del Capitaniano, cioè l'estinzione della vita animale e vegetale avvenuta in corrispondenza dello stadio Capitaniano dell'epoca del Guadalupiano, alla fine del periodo Permiano.
Il calcare presente nei trappi mostra che la fase di estinzione iniziò immediatamente dopo la prima unità eruttiva, con l'estinzione di massa centrata all'inizio della fase del vulcanismo esplosivo emeishano. La formazione di vulcanoclasti suggerisce la presenza di violente eruzioni di tipo freato-magmatico. La sostanziale sincronia tra i Trappi dell'Emeishan e l'estinzione di fine Guadalupiano, è stata presa a supporto della tesi di Vincent Courtillot e altri studiosi, che ritengono che il vulcanismo sia il fattore determinante nelle estinzioni di massa.